# پارک ملی کورکووادو
پارک ملی کورکووادو (اسپانیایی: Parque Nacional Corcovado) یک پارک ملی در شبه‌جزیره اوسا، در شهرستان اوسا، واقع در مناطق جنوب غربی کاستاریکا (۹ درجه شمال، ۸۳ درجه غرب) است که بخشی از ناحیه حفاظت‌شده اوسا می‌باشد. پارک ملی کورکووادو در ۲۴ اکتبر ۱۹۷۵ تأسیس شده و مساحتی برابر با ۴۲۴ کیلومتر مربع (۱۶۴ مایل مربع) را اشغال می‌کند. این پارک در حال حاضر بزرگترین پارک در کاستاریکا است و حدود یک سوم از شبه‌جزیره اوسا را پوشش می‌دهد.